# Searsia parviflora
Searsia parviflora är en sumakväxtart som först beskrevs av William Roxburgh, och fick sitt nu gällande namn av Fred Alexander Barkley. Searsia parviflora ingår i släktet Searsia och familjen sumakväxter. Inga underarter finns listade i Catalogue of Life.